# Balaka
Balaka è un centro abitato del Malawi, situato nella Regione Meridionale.